# Tío Juan Macarrón
Tío Juan
, fue el apodo de un cantaor flamenco español gitano, nacido en el siglo XVIII, natural de Jerez de la Frontera (Cádiz).

## Cante
Fue considerado un gran intérprete de seguiriyas

## Familia
Tío Juan y su hermano mayor Tío Vicente Macarrón, también cantaor, son antepasados de una de las mejores bailaoras gitanas de todos los tiempos, la también jerezana Juana Vargas (Juana la Macarrona, 1860-1947).